# Thereva fenestrata
Thereva fenestrata är en tvåvingeart som beskrevs av Krober 1913. Thereva fenestrata ingår i släktet Thereva och familjen stilettflugor. Inga underarter finns listade i Catalogue of Life.